# Rosa forrestiana
Rosa forrestiana es una especie de planta del género Rosa, de la familia Rosaceae.

## Taxonomía
Rosa forrestiana fue descrita por Boulenger en 1936.

## Distribución
Se encuentra en el territorio centro-sur de China.